# Felix Walcher
Felix Walcher (* 14. April 1967 in Berlin) ist ein Facharzt für Chirurgie, Facharzt für Orthopädie und Unfallchirurgie mit Schwerpunkt Unfallchirurgie. Seit 2014 ist er berufener Universitätsprofessor. Er ist Direktor der Klinik für Unfallchirurgie des Universitätsklinikums Magdeburg und vertritt das Fach Unfallchirurgie in Krankenversorgung, Lehre und Forschung. Ein Schwerpunkt seiner klinischen als auch wissenschaftlichen Arbeit ist die Akutmedizin. Dazu gehören u. a. das Management und die individualisierte Behandlung des schwer verletzten Patienten (Polytrauma) von der präklinischen Notfallversorgung über die Schockraum, die operative Versorgung bis zur Rehabilitation. Die Optimierung der Lehr- und Ausbildung in der Unfallchirurgie und Akutmedizin ist ein zentrales Anliegen von Walcher.
Er arbeitet als Projektleiter in einem Verbundprojekt des Bundesministeriums für Bildung und Forschung (BMBF) am Aufbau des Nationalen Notaufnahmeregisters der Deutschen Interdisziplinären Vereinigung für Intensiv- und Notfallmedizin (DIVI) zur bundesweit einheitlichen und standardisierten elektronischen Dokumentation aller Notfälle in Deutschland. Er ist seit dem 1. Januar 2023 Präsident der DIVI.

## Leben
Walcher studierte ab 1986 Humanmedizin an der Universität des Saarlandes in Homburg/Saar und schloss das Studium 1992 mit seiner Promotion ab. Nach der Zeit als Arzt im Praktikum in der Anästhesiologie des Uniklinikums Homburg begann er 1994 seine Tätigkeit als Assistent an der dortigen Klinik für Unfall-, Hand- und Wiederherstellungschirurgie, die bis 2001 andauerte. In dieser Zeit erlangte er die Qualifikation im Fach Notfallmedizin sowie die Qualifikation Leitender Notarzt und beendete seine Facharztausbildung für Allgemeinchirurgie.
2001 wechselte er an die Universitätsklinik für Unfall-, Hand- und Wiederherstellungschirurgie der Goethe-Universität Frankfurt am Main, an der er 2002 zum Oberarzt ernannt wurde. In der Universitätsklinik Frankfurt absolvierte er die Ausbildung zum Facharzt für Orthopädie und Unfallchirurgie mit dem Schwerpunkt spezielle Unfallchirurgie.
2006 habilitierte sich Walcher im Fach Chirurgie und begann seine Ausbildung zum Master of Medical Education, die er 2008 abschloss. Von 2009 bis 2011 war er geschäftsführender Oberarzt und erhielt 2011 den Titel außerplanmäßiger Professor. Neben der klinischen und wissenschaftlichen Arbeit hat sich Walcher im Fachbereich Medizin der Universität Frankfurt in die Lehre in der Chirurgie und in der Notfallmedizin entscheidend eingebracht und darüber umfangreich wissenschaftlich gearbeitet. Bis 2014 war er als Leitender Oberarzt der Klinik in Frankfurt/Main tätig.
2013 erhielt er einen Ruf an die Otto-von-Guericke-Universität Magdeburg. Seit 1. Mai 2014 ist er Direktor der Universitätsklinik für Unfallchirurgie des Universitätsklinikums Magdeburg. Im Traumanetzwerk der DGU war Walcher Bundeslandmoderator von Sachsen-Anhalt von 2016 bis 2021. Seit 2022 ist der Sprecher des Traumanetzwerkes Sachsen-Anhalt Nord.

## Wissenschaftlicher Beitrag
Im Rahmen seiner Promotion fand Walcher in experimentellen Arbeiten zum Thema der Lebertransplantation wichtige Hinweise zur Verwendung der Konservierungslösung Viaspan (Belzer UW-Solution), die bis heute in der klinischen Verwendung Bedeutung hat.
Seit 2002 hat er sich mit dem Einsatz der Sonographie in der präklinischen Notfallmedizin beschäftigt. Zahlreiche Studien und Publikationen untersuchen sowohl den Einsatz der präklinischen Sonographie beim stumpfen Abdominaltrauma als auch in der Peri-Reanimationsphase. Es entstanden wichtige klinische Beiträge zur Weiterentwicklung der Schwerverletztenversorgung und Patientensicherheit.
In wissenschaftlichen Arbeiten beschäftigt sich Walcher mit der Optimierung der praxisorientierten Lehre in der Notfallmedizin und Chirurgie. Grundlage hierfür war die Formulierung des ersten Lernzielkataloges für Studierende der Humanmedizin einer Fachgesellschaft. Der kompetenzbasierte Lernzielkatalog der Deutschen Gesellschaft für Chirurgie (DGCH) adressiert die praxisorientierte Umsetzung des Nationalen Kompetenzbasierten Lernzielkatalogs Medizin (NKLM) in die klinische Routine. Die Stellung des neu formierten Faches Orthopädie und Unfallchirurgie ist Thema einer Reihe von Publikationen. In einem durch das BMBF geförderte Verbundprojekt Projekt der Universitäten Frankfurt, Gießen und Marburg widmete er sich mit einem interdisziplinären Team der praxisorientierten Lehre in der Chirurgie.
Walcher ist Mitherausgeber des umfangreichen SOP-Handbuches Interdisziplinäre Notaufnahme des Medizinischen Wissenschaftlichen Verlages. 2023 ist die zweite Auflage erschienen.
Er arbeitet in einem Verbundprojekt, wiederum gefördert durch das BMBF, als Projektleiter am Aufbau eines Nationalen Notaufnahmeregisters der DIVI zur bundesweit einheitlichen und standardisierten elektronischen Dokumentation aller Notfälle. AKTIN ist ein Intrastrukturprojekt des bislang bis 2025 vom BMBF-geförderten Netzwerk Universitätsmedizin.

## Mitgliedschaften in wissenschaftlichen Vereinigungen
Walcher bringt seine Expertise in zahlreichen wissenschaftlichen Vereinigungen ein:
- Er war Initiator der Gründung der Sektion Notaufnahmeprotokoll der Deutschen Interdisziplinären Vereinigung für Intensiv- und Notfallmedizin (DIVI)[23]  im Jahr 2007 und der Sprecher der Sektion bis 2019.
- Walcher gründete 2018 die Sektion Perspektive Resilienz der Deutschen Interdisziplinären Vereinigung für Intensiv- und Notfallmedizin (DIVI)[23]  Im Interdisziplinären und interprofessionellen Kontext setzt sich die Sektion umfangreich für die Belange aller Mitarbeiter in Notfall- und Intensivmedizin ein. Zentrale Rolle spielt die individuelle und institutionelle Resilienz. Zentrale Inhalte der Publikationen 2020 und 2021 der Sektion (Initiative zur Stärkung und Zukunft der Intensiv- und Notfallpflege in Deutschland 2021) fanden Eingang in den Koalitionsvertrag der Bundesregierung 2021. 2023 übergab er die Leitung der Sektion an Dr. med. Dominik Hinzmann.
- Walcher war Sprecher des vom Bundesministerium für Bildung und Forschung geförderten Aktionsbündnisses für Kommunikationstechnologie in Intensiv- und Notfallmedizin (AKTIN)[24] und ist seit 2022 Vorstandsvorsitzender des gleichnamigen Vereins AKTIN e.V.
- Walcher ist Initiator und Gründungsmitglied 2009 sowie Schriftführer der AG Lehre der Deutschen Gesellschaft für Orthopädie und Unfallchirurgie bis 2011.
- Initiator und Gründungsmitglied sowie stellvertretender Vorsitzender der chirurgischen Arbeitsgemeinschaft Lehre (CAL) der Deutschen Gesellschaft für Chirurgie von 2011 bis 2014.
- Walcher war Sprecher des Konventes der Universitätsprofessoren für Orthopädie und Unfallchirurgie (KUOU) 2018 bis 2019 und ist stellvertretender Sprecher bis 2022.
- Er war Mitglied der Sachverständigenkommission für Prüfungsfragen des IMPP von 2011 bis 2023.
- Mitglied der Sektion Notfall-, Intensivmedizin und Schwerverletztenversorgung (NIS) der Deutschen Gesellschaft für Unfallchirurgie.
- Walcher war Mitglied des Herausgeberboards der Rubrik „Originalien“ der Zeitschrift für Notfall und Rettungsmedizin sowie war bzw. ist für folgende Zeitschriften als Gutachter tätig: European Journal of Trauma and Emergency Surgery, Der Unfallchirurg, Injury, Zeitschrift für Notfall und Rettungsmedizin, Zeitschrift für Orthopädie und Unfallchirurgie, Der Chirurg und Zentralblatt für Chirurgie.

## Ehrungen und Auszeichnungen
2006 erhielt Walcher den Innovationspreis der Deutschen Gesellschaft für Unfallchirurgie. Den David William Award der Deutschen Gesellschaft für interdisziplinäre Notfall- und Akutmedizin (DGINA) erhielt Walcher 2018 für seine herausragende Leistungen bei der Entwicklung einer fachübergreifenden Notfallmedizin in Deutschland, maßgeblich für die Entwicklung von AKTIN. Er wurde zudem 2006 und 2011 am Frankfurter Fachbereich Medizin für seine exzellente Lehre ausgezeichnet. 2016 erhielt er in Magdeburg den Preis für besonderes Engagement in der Lehre.